# Cavehill
Der etwa 370 m hohe Cavehill, auch Cave Hill oder Ben Madigan (irisch Beann Uamha oder Beann Madadháin), ein Basaltberg am Rande von Belfast in Nordirland, wurde bereits vor 9000 Jahren von Menschen aufgesucht. Die Spuren wurden allerdings in den letzten 2000 Jahren von Torf und Heidekraut bedeckt. 

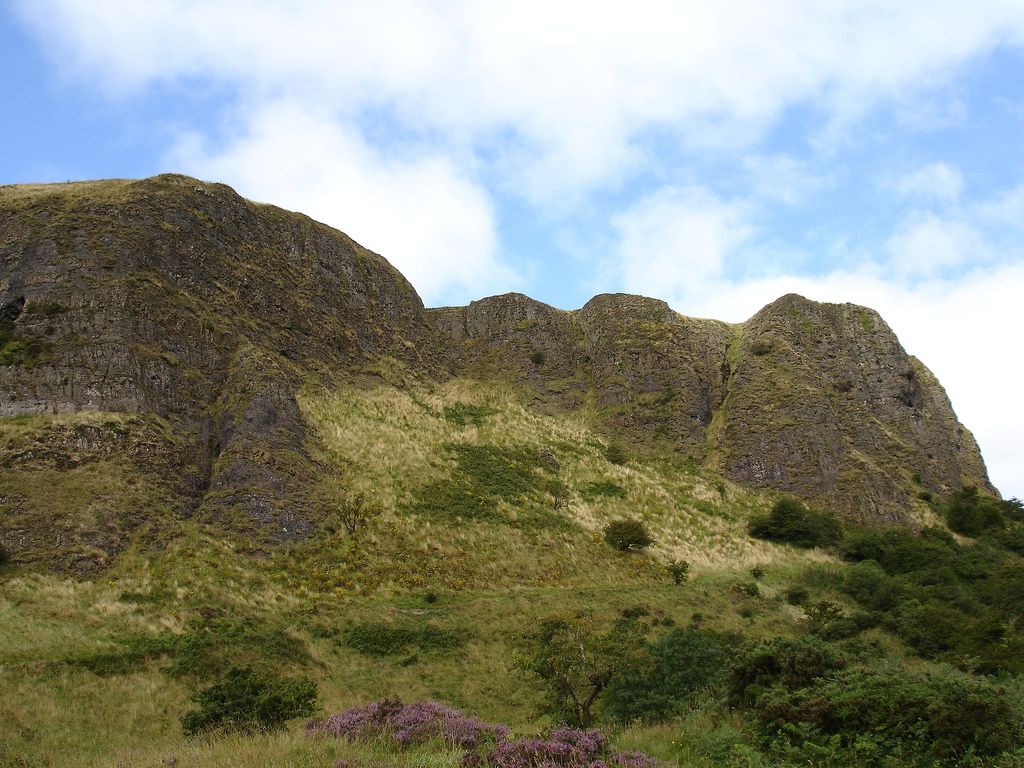
Cavehill

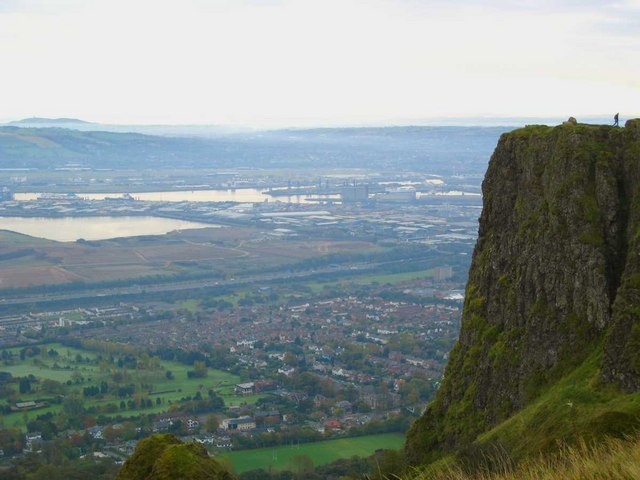
Blick von McArts Fort über Belfast

## Der Cairn
Auf dem Gipfel des Cave Hill liegt ein großer neolithischer Cairn von etwa 16,0 m Durchmesser und 1,15 m Höhe, der fast völlig von Torf bedeckt ist.

## Ballyaghagan Cashel
Nahe dem Eingang zum "Cave Hill Country Park", an der Hightown Road, liegt ein Cashel mit einer Ringmauer von etwa 40,0 m Durchmesser aus Trockenmauerwerk. Innen befindet sich eine rechteckige Struktur von etwa 9,0 × 12,0 m, die eventuell eine spätere Ergänzung darstellt. Es wird angenommen, dass die Überreste aus dem 8. Jahrhundert stammen. Ballyaghagan Cashel ist ein Scheduled Monument.

## McArts Fort
Über McArts Fort ist historisch wenig bekannt. Es hat etwa 50 m Durchmesser und ist von einem Erdwall und Graben umgeben, der durch Wegebau und natürliche Vorgänge erodiert ist. Trotz seines Namens kann es keine Befestigung gewesen sein, da es zu klein ist und keine Wasserversorgung hat. Stattdessen dürfte es in der Jungsteinzeit einen rituellen Zweck besessen haben. Es gibt Hinweise darauf, dass McArts Fort durch Vandalismus von Schatzsuchern beschädigt wurde. 

## Die Höhlen
Die fünf Höhlen wurden im Jahr 1902 im "Ulster Journal of Archaeology" ausführlich beschrieben. Da sie künstlich sind, aber nichts in ihnen gefunden wurde, ist wenig bekannt.

## Crannóg
Die Überreste eines Crannóg auf dem Gelände des Belfast Zoo wurden mit Erde bedeckt. Als das Zoogelände angelegt wurden, wurde der ausgetrocknete See wiederhergestellt. Es wurde beschlossen, die Struktur des Crannógs, der wohl in die späte Bronzezeit zwischen 1500 und 500 v. Chr. gehört, für zukünftige archäologische Ausgrabungen zu bewahren.

## Rath und Souterrain
1947 entdeckten Arbeiter im Shaneen Park, abseits der Upper Cave Hill Road, einen Rath und ein Souterrain. Der Ausgräber E. Estyn Evans ist der Meinung, dass es etwa auf 900 n. Chr. datiert. Die Nachgrabung im Jahre 1958 ergab eine zweite Nutzungsperiode im 12. oder 13. Jahrhundert. Der Rath ist etwa 30 m breit und liegt auf privatem Gelände.

## Kleinfunde
1993 wurde eine goldene Fibel an der Seite eines Kiesweges zum Gipfel gefunden. Das Ulster Museum ermittelte in einer dreitägigen Ausgrabung, dass sie in den Zeitraum zwischen 1000 und 700 v. Chr. gehört. Diese Grabung deckte auch etwa 30 cm von der Fibel einen frühmittelalterlichen Herd auf. Es wurden Artefakte aus der Jungsteinzeit und frühmittelalterliche Keramik gefunden.